# Болсам, Мартин
Мартин Генри Болсам (англ. Martin Henry Balsam; 4 ноября 1919 — 13 февраля 1996) — американский актёр.

## Биография
Мартин Генри Болсам родился в Бронксе в еврейской семье. Его отец, Альберт Болсам, был изготовителем спортивной одежды для женщин. Во время учёбы в школе он посещал драматический кружок, а после её окончания учился в Драматической мастерской Новой школы Нью-Йорка под руководством влиятельного немецкого театрального режиссёра Эрвина Пискатора. Его театральный дебют состоялся в 1941 году в постановке «Пьеса решает всё». В годы Второй мировой войны Мартин Болсам служил в рядах ВВС Армии США. В 1947 году Элиа Казан и Ли Страсберг выбрали Болсама на одну из ролей в свой телевизионный проект Актёрской студии, с чего и началась его активная карьера на телевидении. Он появился в таких сериалах, как «Сумеречная зона», «Доктор Килдэр», «Она написала убийство» и многих других.
На большом экране Болсам дебютировал в 1954 году в фильме «В порту» (1954) с Марлоном Брандо в главной роли. Далее последовали новые успешные роли в фильмах как «12 разгневанных мужчин» (1957), «Психо» (1960), «Завтрак у Тиффани» (1961), «Мыс страха» (1962) и «Тысяча клоунов» (1965), за роль в котором актёр удостоился премии «Оскар» как лучший актёр второго плана. Так же заметными стали его роли в фильмах «Тора! Тора! Тора!» (1970), «Убийство в „Восточном экспрессе“» (1974), «Вся президентская рать» (1976) и ремейк «Мыс страха» (1991).
Помимо этого Мартин Болсам с успехом играл и на театральной сцене, получив в 1967 году престижную премию «Тони» за роль в постановке «Вы знаете, я вас не слышу, когда льётся вода».
Актёр трижды был женат, и первые две его супруги были актрисами. От второго брака у актёра осталась дочь, актриса Талия Болсам, родившаяся в 1959 году, а от третьего — сын и дочь. Мартин Болсам умер от инфаркта в феврале 1996 года в Риме и был похоронен на кладбище в Парамесе, округ Берген, Нью-Джерси.

## Фильмография
| Год       |    | Русское название                                 | Оригинальное название                                                    | Роль                                            |
| --------- | -- | ------------------------------------------------ | ------------------------------------------------------------------------ | ----------------------------------------------- |
| 1949—1950 | с  | Актёрская студия                                 | Actors Studio                                                            | Солдат                                          |
| 1953      | с  |                                                  | Man Against Crime                                                        | Джин Пиней / Тони                               |
| 1954      | ф  | В порту                                          | On the Waterfront                                                        | Джиллетт                                        |
| 1957      | ф  | 12 разгневанных мужчин                           | 12 Angry Men                                                             | Руководитель жюри                               |
| 1958      | с  | Телевизионный театр Крафта                       | Kraft Television Theatre                                                 | Дино                                            |
| 1959      | ф  | Аль Капоне                                       | Al Capone                                                                | репортёр Мак Кили                               |
| 1959      | ф  | Середина ночи                                    | Middle of the Night                                                      | Джек                                            |
| 1960      | с  | Воскресное шоу                                   | Sunday Showcase                                                          | Никола Сакко                                    |
| 1960      | ф  | Психо                                            | Psycho                                                                   | детектив Милтон Арбогаст                        |
| 1960      | с  | Все по домам                                     | Tutti a casa                                                             | Сержант Квентин Форначиари                      |
| 1958—1961 | с  | Альфред Хичкок представляет                      | Alfred Hitchcock Presents                                                | Элдон Марш / Леонард Томпсон                    |
| 1961      | ф  | Ада                                              | Ada                                                                      | Стив Джексон                                    |
| 1961      | ф  | Завтрак у Тиффани                                | Breakfast at Tiffany's                                                   | О.Д.Берман                                      |
| 1962      | ф  | Мыс страха                                       | Cape Fear                                                                | шеф полиции Марк Даттон                         |
| 1963      | с  | Одиннадцатый час                                 | The Eleventh Hour                                                        | Фрэнк Данлир                                    |
| 1959—1963 | с  | Сумеречная зона                                  | The Twilight Zone                                                        | Дэнни Вайсс                                     |
| 1963      | ф  |                                                  | Who's Been Sleeping in My Bed?                                           | Сэнфорд Кауфман                                 |
| 1964      | с  |                                                  | Arrest and Trial                                                         | Лео Валера                                      |
| 1964      | с  | Боб Хоуп представляет                            | Bob Hope Presents the Chrysler Theatre                                   | Дэйв Бреслоу                                    |
| 1964      | ф  | Семь дней в мае                                  | Seven Days in May                                                        | Пол Джирард                                     |
| 1964      | ф  | Саквояжники                                      | The Carpetbaggers                                                        | Бернард Б. Норман                               |
| 1965      | ф  | Тысяча клоунов                                   | A Thousand Clowns                                                        | Арнольд Бёрнс                                   |
| 1962—1966 | с  | Доктор Килдэр                                    | Dr. Kildare                                                              | Доктор Милтон Орлифф / Бенни Орлофф / Нэд Лейси |
| 1966      | ф  | В погоне за «Лисом»                              | Caccia alla volpe                                                        | Гарри                                           |
| 1967      | ф  | Омбре:отважный стрелок                           | Hombre                                                                   | Генри Мендез                                    |
| 1969      | ф  | Хорошие парни и плохие парни                     | The Good Guys and the Bad Guys                                           | Майор Уилкер                                    |
| 1969      | ф  | Я, Натали                                        | Me, Natalie                                                              | Гарольд Миллер                                  |
| 1970      | ф  | Уловка-22                                        | Catch-22                                                                 | Полковник Кэткарт                               |
| 1970      | ф  | Тора! Тора! Тора!                                | Tora! Tora! Tora!                                                        | адмирал Хазбенд Киммел                          |
| 1970      | ф  | Маленький большой человек                        | Little Big Man                                                           | Мэрриуэзер                                      |
| 1971      | ф  | Признание комиссара полиции прокурору республики | Confessione di un commissario di polizia al procuratore della repubblica | комиссар Бонавиа                                |
| 1972      | ф  | Магнитные ленты Андерсона                        | The Anderson Tapes                                                       | Хаскинс                                         |
| 1973      | ф  | Совершенно новая жизнь                           | A Brand New Life                                                         | Джим Дуглас                                     |
| 1973      | ф  | Каменный убийца                                  | The Stone Killer                                                         | Эл Вескари                                      |
| 1974      | ф  | Опасные пассажиры поезда 123                     | The Taking of Pelham One Two Three                                       | мистер Грин                                     |
| 1974      | ф  | Убийство в «Восточном экспрессе»                 | Murder on the Orient Express                                             | сеньор Бьянки                                   |
| 1976      | ф  | Вся президентская рать                           | All the President's Men                                                  | Говард Симонс                                   |
| 1976      | ф  | Двухминутное предупреждение                      | Two-Minute Warning                                                       | МакКивер                                        |
| 1977      | тф | Рейд на Энтеббе                                  | Raid On Entebbe                                                          | Даниэль Купер                                   |
| 1978      | ф  | Серебряные медведи                               | Silver Bears                                                             | Джо Фьор                                        |
| 1979      | ф  | Дом на улице Гарибальди                          | The House on Garibaldi Street                                            | Айссер Харел                                    |
| 1981      | ф  | Саламандра                                       | The Salamander                                                           | Капитан Стеффанелли                             |
| 1979—1983 | с  | Дом Арчи Банкера                                 | Archie Bunker's Place                                                    | Мюрей Клейн                                     |
| 1985      | ф  | Огни святого Эльма                               | St.Elmo's Fire                                                           | Мистер Бимиш                                    |
| 1985      | ф  | Жажда смерти 3                                   | Death Wish 3                                                             | Беннет                                          |
| 1986      | ф  | Спрут 2                                          | La Piovra 2                                                              | Фрэнк Карризи                                   |
| 1986      | ф  | Отряд «Дельта»                                   | The Delta Force                                                          | Бэн Каплан                                      |
| 1985—1989 | с  | Сумеречная зона                                  | The Twilight Zone                                                        | Профессор Дональд Ноулз, Рокн С. О'Бэннон       |
| 1988      | ф  | Брат из космоса                                  | The Brother from Space                                                   | Отец Говард                                     |
| 1989      | с  | Океан                                            | Oceano                                                                   | Дон Маттиас Кинтеро                             |
| 1990      | с  | Звонящий в полночь                               | Midnight Caller                                                          | Джил Соларски                                   |
| 1990      | с  | Спрут 5                                          | La Piovra 5                                                              | дон Калоджеро Барретта                          |
| 1991      | ф  | Мыс страха                                       | Cape Fear                                                                | судья                                           |
| 1992      | ф  | Пески времени                                    | The Sands of Time                                                        |                                                 |
| 1994      | ф  | Молчание ветчины                                 | Silence of the ham                                                       | инспектор Болсэм                                |